# Страховой случай
Страховой случай (англ. insured loss) — событие, предусмотренное договором страхования или законом, с наступлением которого возникает обязанность страховщика произвести страховую выплату страхователю, застрахованному лицу, выгодоприобретателю или иным третьим лицам.
Страховым случаем называют уже свершившееся событие, в отличие от страхового риска, означающего предполагаемое событие, которое может и не произойти. То есть страховой случай — это реализация страхового риска. Страховой случай может затрагивать как один, так и множество объектов страхования. Если он имеет место по отношению ко многим объектам страхования, это приводит к кумуляции риска. В этом случае риск затрагивает большое количество застрахованных объектов, или же несколько объектов затрагиваются одним страховым случаем.
Процесс оценки ущерба, определения размера страхового возмещения, проведения страховой выплаты и погашение или снятие всех претензий или исков страхователя к страховщику называется урегулированием страхового случая. По крупным страховым случаям процесс урегулирования может идти несколько лет, в него обычно вовлекаются аджастеры, диспашеры, сюрвейеры, и перестраховщики, нередко решение спорных моментов переносится в суды, к их разрешению может привлекаться страховой омбудсмен. При выявлении признаков страхового мошенничества к урегулированию убытков могут подключаться страховые расследователи.
По данным ЦБ РФ в 2013 году в России было урегулировано 24,3 млн страховых случаев, из них 6,2 млн. — в добровольном медицинском страховании и 1,3 млн. — в страховании каско автотранспорта.
Согласно закону РФ о страховании, при страховом случае с имуществом страховая выплата производится в виде страхового возмещения, при страховом случае с личностью страхователя или третьего лица — в виде страхового обеспечения.

## Виды страховых случаев в государственном социальном страховании в РФ
Страховыми случаями признаются де-юре: достижение пенсионного возраста, а также наступление инвалидности, потеря кормильца, заболевание, травма, несчастный случай на производстве или профессиональное заболевание, беременность и роды, рождение ребёнка (детей), уход за ребёнком в возрасте до полутора лет и другие случаи, установленные федеральными законами о конкретных видах обязательного социального страхования.
При наступлении одновременно нескольких страховых случаев порядок выплаты страхового обеспечения по каждому страховому случаю определяется в соответствии с федеральными законами о конкретных видах обязательного социального страхования.